# 角刈りすずめ
『角刈りすずめ』（かくがりすずめ）は、KICHIJÖ（原作：一條マサヒデ、作画：菊地昭夫）による日本の漫画作品。『近代麻雀』（竹書房）で連載されていた。単行本は全2巻。後に同誌で特別読みきりが合計2話掲載され、完全版が全1巻発売された。全28話。

## 概要
劇画調で、主人公が雀荘を巡り死に場所を求めるシリアスな駆け出しから、雀荘に入っては様々な特殊な麻雀によってあらゆる災難に遭い続けるというギャグコメディ要素のある麻雀漫画。
近代麻雀の連載予告では『雀荘ウォーカー』というタイトルであった。

## 登場人物
角刈りすずめ（かくがりすずめ）
本作の主人公。本名・経歴ともに不明。通り名の通り角刈りで、麻雀を打つ中に死に場所を求めている。
何故か彼の行き先には特異な麻雀を行っており、ここ一番で手が来ることが災いして辞めたいと思って辞められなくなることもしばしば。風貌に反して気は弱い一面が多く、流されては変則雀荘に翻弄され、終盤ではNoと言う重要さを悟っている。
一牌100kgの麻雀やスポーツと組み合わされた麻雀でも競技を行えていたことから、人並み以上の運動能力は有している。
終盤において、父親は失踪、母親は心臓を患い他界していたことが明らかになった。

## 書籍
単行本（竹書房、近代麻雀コミックス）
1. 2010年11月17日発売 ISBN 978-4-8124-7475-4
2. 2011年08月17日発売 ISBN 978-4-8124-7650-5